# Литвинов, Владимир Устинович
Влади́мир Усти́нович Литви́нов (род. 15 марта 1951, Ленинград, РСФСР, СССР) — советский и российский актёр театра и кино. Заслуженный артист Российской Федерации (2007).

## Биография
«Как-то в детстве у нас в школе был опрос. Какие-то серьёзные дяди спрашивали нас, детей, кем мы хотим быть. Когда дошла очередь до меня, я ответил: «Мудрецом». До сих пор в этих словах для меня есть доля истины. Я не привязываюсь к какому-то одному виду деятельности. Я не человек одной профессии. Часто по внешним и поведенческим признакам можно узнать, чем человек занимается. Через таких людей профессия себя выражает, как бы просвечивает. Они становятся частью этой профессии. Я же всё равно сам по себе хожу. Для меня интересно прожить жизнь, познать что-то про себя и про других людей».
Родился 15 марта 1951 года в Ленинграде. Окончив школу, поступил в Ленинградский политехнический институт. Через год ушёл служить в армию. После увольнения со срочной службы в запас стал студентом актёрского факультета ЛГИТМИК. В 1976 году окончил актёрское отделение факультета драматического искусства Ленинградского государственного института театра, музыки и кинематографии (ЛГИТМиКа), где до третьего курса был учеником Э. А. Поповой.
В разные годы служил в театрах Ленинграда — театре комедии, театре юных зрителей (ТЮЗе), театре на Литейном, но, по собственному признанию, в театре себя не нашёл.
Начал сниматься в кино, активно работает в сериалах, главным образом в отрицательных ролях.
В 2001 году награждён Почётным дипломом Законодательного Собрания Санкт-Петербурга за заслуги в деле развития театрального, кинематографического искусства и культуры в Санкт-Петербурге и в связи с 50-летием со дня рождения.
В 2021—2024 годах был президентом кинофестиваля «Литература и кино» в Гатчине.

## Фильмография
- 1976 — Пока стоят горы… — альпинист
- 1977 — Золотая мина — Карагодов, майор, эксперт
- 1978 — Соль земли (серия № 4) — Михаил Дегов
- 1979 — Эмиссар заграничного центра — адъютант генерала Климовича
- 1980 — Кодовое название «Южный гром» — Громов, лейтенант
- 1980 — О бедном гусаре замолвите слово — гусар в биллиардной
- 1980 — Тревога — Сергей Максимов, старший лейтенант
- 1981 — Женщина в белом — Врач психиатрической лечебницы, забравший леди Глайд в лечебницу
- 1985 — Вина лейтенанта Некрасова — Вальков, капитан авиации
- 1985 — Снегурочку вызывали? — ухажёр Светланы Нечаевой (Снегурочки)
- 1985 — Чёрная стрела
- 1986 — Как стать звездой — Лука
- 1986 — Плата за проезд — Мусатов
- 1986 — С днём рождения, или Инкогнито — эпизод
- 1987 — Первая встреча, последняя встреча — эпизод
- 1988 — За всё заплачено — Семёнов, прапорщик Советской армии, воин-интернационалист, участник военных действий в Афганистане (1979—1989) (роль озвучил Рудольф Панков)
- 1988 — Не забудь оглянуться — Валерий Валерьевич Кузьменко, председатель колхоза
- 1988 — Прошедшее вернуть — Спиридон Мещеряков, профессиональный революционер
- 1989 — Гарем Степана Гуслякова — Степан Алексеевич Гусляков, многодетный отец
- 1989 — Мастер и Маргарита. Главы из романа — Мастер
- 1989 — Хочу сделать признание — Микола Власюк
- 1990 — Распад — эпизод
- 1991 — Год хорошего ребёнка — Великий сыщик
- 1991 — Танго смерти — Анарх
- 1991 — Телохранитель — Павел Селихов, офицер КГБ
- 1992 — Гроза над Русью — Борис Годунов
- 1993 — Золото партии — Павел Селихов
- 1993 — Кодекс бесчестия — эпизод
- 1994 — Прохиндиада 2 — боец ОМОНа
- 1994 — Роман императора — эпизод
- 1994/1998 — Петербургские тайны — эпизод
- 1998 — Классик — Кирилл Владимирович Ермолаев («Смокинг»), президент Федерации русского бильярда
- 1998 — Улицы разбитых фонарей (серия № 5 «Страховочный вариант») — Валерий Зверев
- 2000 — Бандитский Петербург. Фильм 2. Адвокат — Мишаня «Стреляный»
- 2000 — Русский бунт — Гринёв-старший (роль озвучил Владимир Антоник)
- 2001 — Леди Бомж — эпизод
- 2001 — Марш Турецкого 2 (фильм 6 «Заговор генералов») — генерал Коновалов
- 2002 — Две судьбы — Владимир Георгиевич Ланской
- 2002 — Кодекс чести (серии № 13-14) — Николай Уваров, личный телохранитель банкира Мамаева
- 2002 — Ледниковый период — Оганезов, полковник ФСБ
- 2002 — Русский спецназ — Силин, полковник ФСБ
- 2003 — Леди Мэр — Касаткин
- 2003 — Сыщик без лицензии (фильм № 1 «Рассудок маньяка») — Левитин, полковник
- 2003 — Тотализатор — Трофимов
- 2004 — Боец — Семён Андреевич Тростников
- 2004 — Сармат — эпизод (нет в титрах)
- 2004 — Слепой — полковник Сердюк («Батя»)
- 2005 — Атаман — Абдулла
- 2005 — Две судьбы. Голубая кровь — Владимир Георгиевич Ланской
- 2005 — Две судьбы. Золотая клетка — Владимир Георгиевич Ланской
- 2005 — Лаки. Не время для любви — командир повстанцев
- 2005 — Оперативный псевдоним 2. Код возвращения — Вериченко, генерал-полковник ФСБ
- 2005 — Охота за тенью — Шишкин
- 2005 — Примадонна — Токарев
- 2005 — Счастливый — Ващенков
- 2005 — Тайная стража — Шубин, генерал
- 2005 — Убойная сила 6 (фильм № 3 «Овертайм») — Константин Леонидович Родионов, банкир, владелец хоккейного клуба
- 2006 — Секретные поручения — Игорь Николаевич Смирнов, генерал
- 2007 — 1612: Хроники Смутного времени — первый боярин
- 2007 — Агония страха — Прибытков
- 2007 — Медвежья охота — Никита Николаевич Борзов, бывший офицер внешней разведки, бизнесмен
- 2007 — Ситуация 202 (фильм № 4 «Особый период») — акционер
- 2007 — Ты сверху, я снизу —
- 2008 — Афганский призрак — Климушкин
- 2008 — Боец. Рождение легенды — Семён Андреевич Тростников
- 2008 — Воротилы — Николай Валерьевич Огнёв
- 2008 — Знахарь — Александр Михайлович Губанов, генерал ФСБ
- 2008 — Объявлены в розыск — Лазарь
- 2008 — Трудно быть мачо — Виктор Сергеевич Щербина, бывший сослуживец Вячеслава Чернокова
- 2008 — Тяжёлый песок — Афанасий Прокопьевич Сташенок, сосед Рахленко, белорус, шорник по профессии
- 2008 — Умница, красавица — Игорь, муж Арины
- 2009 — Большая нефть — Павел Михайлович Марин
- 2009 — Гром ярости — Знобишин, наркобарон
- 2009 — Золото скифов — «Коллекционер»
- 2009 — Охота на Вервольфа — Николай Седов, майор РККА, командир советской разведгруппы во время Великой Отечественной войны
- 2009 — Тайная стража. Смертельные игры — Шубин
- 2010 — Вы заказывали убийство — Виктор Петрович Коршилов, директор банка
- 2010 — Голоса (серия № 16) — директор завода
- 2010 — Застывшие депеши — Григорий Осипович Романов, олигарх
- 2010 — Небо в огне — Кондратьев, полковник, начальник лётного училища
- 2010 — Полиция Хоккайдо. Русский отдел —
- 2010 — Последняя минута (серия № 3 «Признание») — Дмитрий Чепурин, майор
- 2011 — Retrum — Михалыч
- 2011 — Морпехи — Михаил Васильевич, капитан, командир корабля
- 2011 — Пираньи — Владимир Логинов, капитан 2 ранга береговой охраны Пограничной службы ФСБ России, отец Андрея и Вики
- 2011 — Поединки (фильм 5 «Вербовщик») —
- 2011 — Расплата — Роман Алексеевич Болдырев, бизнесмен
- 2012 — Во саду ли, в огороде — Николай Павлович Силантьев
- 2012 — Топтуны (фильм № 8 «Вербовщик») — Виталий Тишин (Робин), вербовщик, бывший боец спецназа ГРУ
- 2013 — Всё сначала — Владислав Сомов, друг и телохранитель Павла Стахова
- 2013 — Жена офицера — Виктор Макаров, отец Лики, полковник в отставке
- 2013 — Мама будет против — Константин Михайлович Графов, участковый врач
- 2013 — Комплекс полноценности — научный руководитель
- 2013 — Пенелопа — Геннадий Петрович Степин, капитан, начальник порта
- 2014 — Мама, я женюсь! — Семён Васильевич Никитин, отец Даши (невесты Дмитрия Ракитина)
- 2014 — Верни мою любовь — Сергей Семёнович Орлов, олигарх, отец Илоны и Влада, муж Татьяны Аркадьевны (матери Илоны и мачехи Влада)
- 2014 — Принц Сибири — Константин Сергеевич Бушуев, предприниматель, мультимиллионер, владелец лесозаготовительного предприятия, муж (бывший муж) Светланы
- 2014 — Московская борзая — Григорий Владимирович Гришин, генерал полиции, московский начальник Алевтины Борзовой
- 2014 — Полцарства за любовь — Игорь Иванович Королёв, бизнесмен, отец Кристины
- 2014 — Отец Матвей — Анатолий Сергеевич Кочкин, профессор
- 2014 — Слава — Виктор Тихонов, главный тренер сборной СССР по хоккею с шайбой
- 2015 — Джуна — Володя, помощник целительницы Джуны (Евгении Ювашевны Давиташвили)
- 2016 — Ищейка (серии № 8 и № 16) — Антон Сергеевич, мэр города Дивноморска
- 2016—2017 — Молодёжка (сезоны 4-5) — Игорь Артурович Зуев, олигарх, отец Станислава Зуева
- 2017—2018 — Высокие ставки. Реванш — Игорь Сергеевич Филипенко, генерал-майор, начальник УБЭП[2]
- 2019 — Подсудимый — Илья Петрович Нестеров
- 2020 — Вспышка — Евгений Александрович Пашин, генерал-майор полиции
- 2021 — Шеф. Возвращение — Александр Борисович Митрофанов, криминальный авторитет
- 2022 — Первый отдел-2 — Сергей Владимирович Колесников, генерал-лейтенант юстиции, начальник Второго следственного управления ГСУ СК России
- 2022 — Ловец снов — отец Алисы
- 2023 — Первый отдел-3 — Сергей Владимирович Колесников, генерал-лейтенант юстиции, начальник Второго следственного управления ГСУ СК России
- 2024 — Шеф. Мужская работа — Александр Борисович Митрофанов, криминальный авторитет
- 2025 — Первый отдел-4 — Сергей Владимирович Колесников, генерал-лейтенант юстиции, начальник Второго следственного управления ГСУ СК России